# ザーラム県
ザーラム県（ザーラムけん、ベトナム語：Huyện Gia Lâm / 縣嘉林）は、ベトナム社会主義共和国の首都ハノイ市に存在する行政区。

## 行政
ザーラム県は以下の行政単位に区分される。

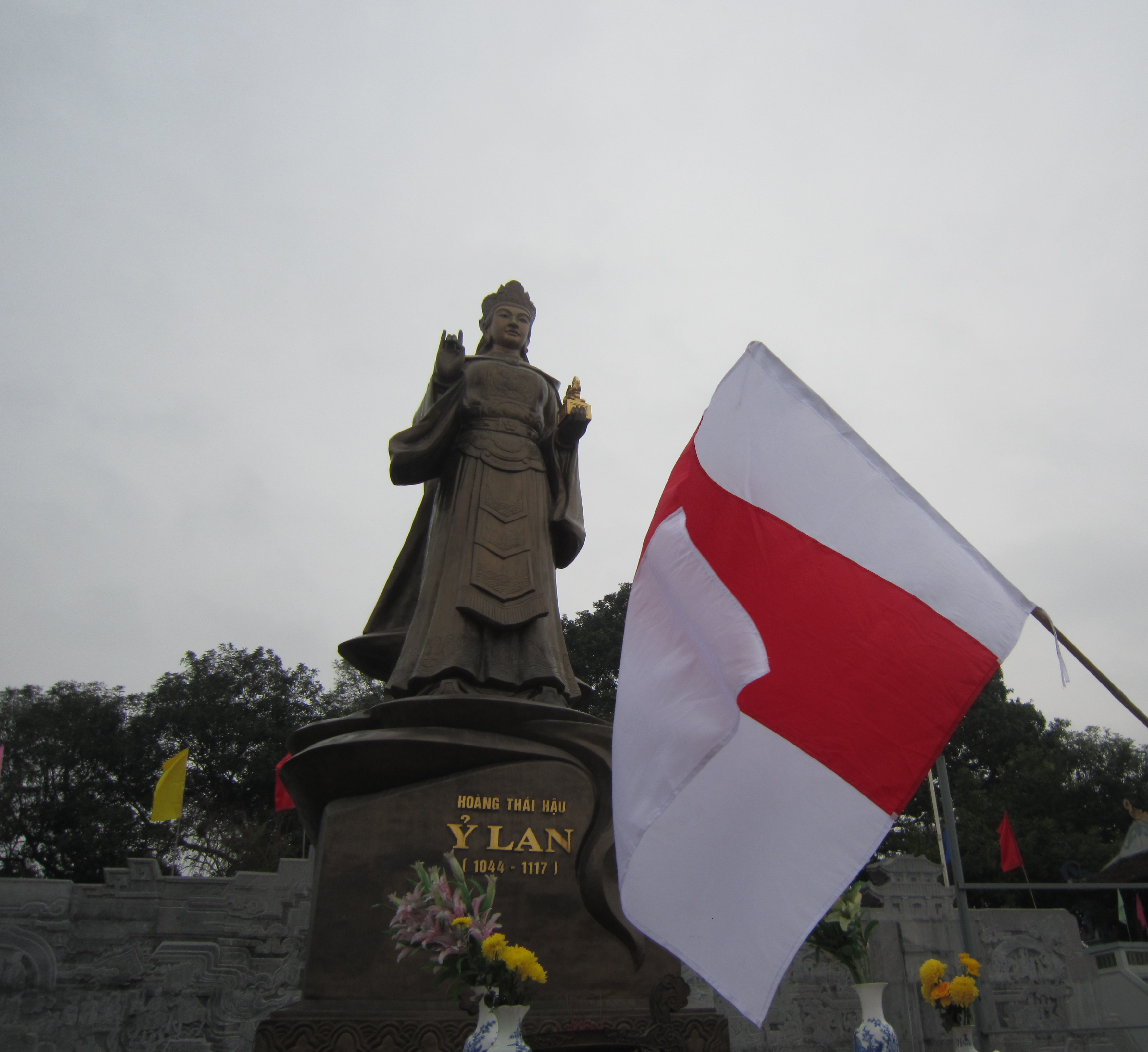

- イエンヴィエン市鎮（Yên Viên / 安園）
- チャウクイ市鎮（Trâu Quỳ / 鄒葵）
- レチ社（Lệ Chi / 茘枝）
- キエウキー社（Kiêu Kỵ / 驍騎）
- ディンスエン社（Đình Xuyên / 亭川）
- ズオンハ社（Dương Hà / 陽河）
- ニンヒエップ社（Ninh Hiệp / 寧協）
- バッチャン社（Bát Tràng / 鉢塲）
- キムソン社（Kim Sơn / 金山）
- コービ社（Cổ Bi / 古碑）
- ズオンサー社（Dương Xá / 陽舍）
- ズオンクアン社（Dương Quang / 陽光）
- ダトン社（Đa Tốn / 多遜）
- フーティ社（Phú Thị / 富市）
- ダンサー社（Đặng Xá / 鄧舍）
- キムラン社（Kim Lan / 金蘭）
- ヴァンドゥク社（Văn Đức / 文德）
- イエンヴィエン社（Yên Viên / 安員）
- ドンズー社（Đông Dư / 東畬）
- イエントゥオン社（Yên Thường / 安常）
- フードン社（Phù Đổng / 扶董）
- チュンマウ社（Trung Mầu / 中侔）

## 交通
- ベトナム鉄道
  - イエンヴィエン駅